# Episodi di Portlandia (seconda stagione)
La seconda stagione della serie televisiva Portlandia, composta da dieci episodi, è stata trasmessa sul canale statunitense IFC dal 6 gennaio al 9 marzo 2012. 
In Italia la serie è inedita.
| nº | Titolo originale                      | Titolo italiano | Prima TV USA     | Prima TV Italia |
| -- | ------------------------------------- | --------------- | ---------------- | --------------- |
| 1  | Mixologist                            |                 | 6 gennaio 2012   |                 |
| 2  | One Moore Episode                     |                 | 13 gennaio 2012  |                 |
| 3  | Cool Wedding                          |                 | 20 gennaio 2012  |                 |
| 4  | Grover                                |                 | 27 gennaio 2012  |                 |
| 5  | Cops Redesign                         |                 | 3 febbraio 2012  |                 |
| 6  | Cat Nap                               |                 | 10 febbraio 2012 |                 |
| 7  | Motorcycle                            |                 | 17 febbraio 2012 |                 |
| 8  | Feminist Bookstore's 10th Anniversary |                 | 24 febbraio 2012 |                 |
| 9  | No Olympics                           |                 | 2 marzo 2012     |                 |
| 10 | Brunch Village                        |                 | 9 marzo 2012     |                 |

## Mixologist
- Diretto da: Jonathan Krisel

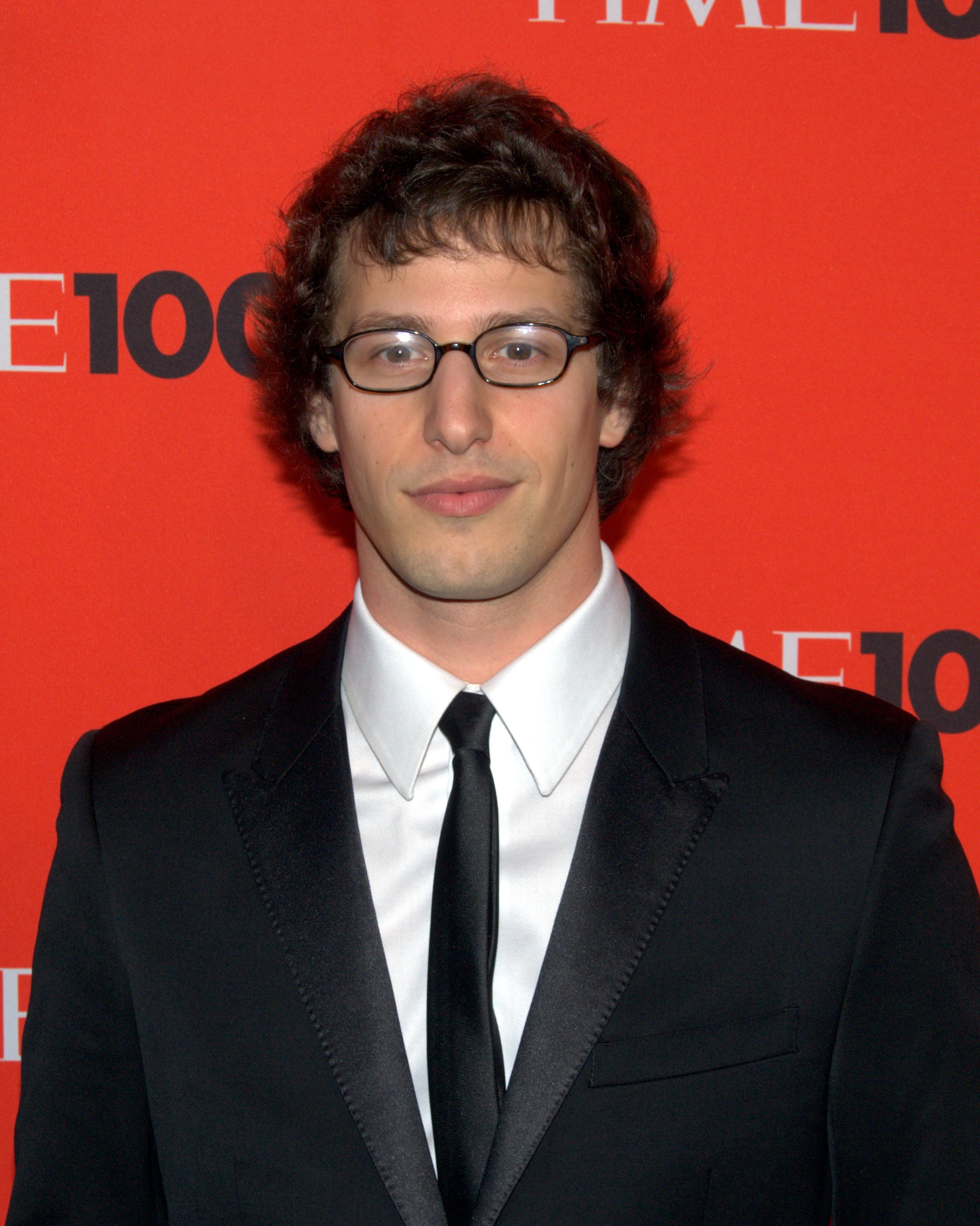
Andy Samberg interpreta il barista Andy

- Scritto da: Fred Armisen, Carrie Brownstein, Karey Dornetto, Jonathan Krisel

### Trama
Carrie si infatua di un giovane e abile barista e lo segue fino alla Southern California.
- Sketch: "We Can Pickle That!", Canotaggio in Sandy River, Riparazione del conzionatore al Women and Women First Bookstore, Petizione porta a porta
- Altri interpreti: Ehren McGhehey (venditore), Andy Samberg (barista), Kumail Nanjiani (cameriere)